# 柏壁之戰
柏壁之戰，是秦王李世民平定北方割據勢力汉帝劉武周、宋王宋金剛的關鍵戰役，李世民在柏壁（今山西新絳西南）及其北地區擊潰汉軍隊。

## 戰爭序曲
唐高祖武德二年（619年）三月，劉武周命宋金剛為「西南道大行臺」，率三萬餘人，南下侵犯并州（今太原西南）。四月，引突厥之眾駐軍於黃蛇嶺（今山西榆次北），來勢洶洶，并州總管李元吉讓車騎將軍張達用兵挑戰，張達以兵力少為由拒絕，李元吉強逼，結果全軍覆沒，汉軍攻陷榆次。五月，汉軍攻陷平遙。六月，攻陷介州（今山西介休），唐命左武衛大將軍姜寶誼、行軍總管李仲文迎擊，汉軍將領黃子英以誘敵之計引唐軍致伏兵處，唐軍大敗，姜寶誼、李仲文被俘後僥倖逃回。
高祖命右僕射裴寂領兵出戰，唐軍抵達介休，宋金剛據城抵抗，並且切斷唐軍水源。裴寂遷移陣地，宋金剛揮軍來攻，唐軍潰散，裴寂逃回晉州，晉州以北城池失陷，姜寶誼再次被俘，並且被宋金剛殺害。九月，李元吉棄晉陽（今山西太原）逃回長安，太原陷落。劉武周乘勝追擊，相繼攻克晉州、絳州（今山西絳縣），進逼龍門。
十月，宋金剛攻下澮州（山西翼城），夏縣人呂崇茂，蒲坂（今山西永濟北）的王行本，相繼響應，至此山西除浩州（今山西汾陽）外，大部盡歸汉，關中震駭。高祖認為「賊勢如此，難與爭鋒，宜棄大河以東，謹守關西而已。」秦王李世民上表反對「太原，王業所基。國之根本；河東富實，京邑所資，若舉而棄之，臣竊憤恨。願假臣精兵三萬，必冀平殄武周，克復汾、晉。」高祖答應，並親自為李世民送行。

## 柏壁之戰
十一月，李世民率軍經龍門關，踏冰渡黄河，屯於柏壁（今山西新絳西南），和宋金剛對峙。李世民認為敵人「軍無蓄積，以虜掠為資」，應當閉營養精蓄銳，等待敵軍糧盡而退才速戰攻擊。十二月，高祖遣永安王李孝基攻打夏縣的呂崇茂，呂崇茂不敵，向宋金剛求援，宋金剛派尉遲恭、尋相前往救援，結果大敗唐軍。當尉遲恭回軍後，李世民派殷開山、秦叔寶等至美良川（今山西夏縣北）攔擊，斬殺兩千多人。不久，尉遲恭又秘密率領精騎東援蒲坂之王行本，李世民偵知後親率三千兵卒趕至安邑（今山西運城東北），截擊並大敗尉遲恭，尉遲恭脫逃。
唐高祖武德三年（620年）正月，唐將秦武通攻蒲坂，王行本不敵出降。二、三月間，劉武周數次派兵攻潞州（今山西長治）、浩州，均告失敗。
唐高祖武德三年（620年）四月，保护汉军粮道的黄子英又被唐骠骑大将军张德政袭杀。宋金剛糧盡而退，李世民率軍追擊至呂州（今山西霍縣）、高壁嶺（今山西靈石南）。在經過兩天不眠不休的追擊後，終於在雀鼠谷（今山西介休縣與霍縣之間）趕上宋軍，一日之內連八戰，每戰皆捷，斬殺俘虜上萬人，史載李世民和兵士此時已經兩天未進食，三天沒有脫下戰袍。此戰也被稱為雀鼠谷之戰。後來宋金剛率兩萬兵士退守介休，在城西列戰陣長達七里，李世民讓總管李世勣等將出戰，交戰後稍稍退卻，宋軍大舉進攻，李世民則率軍從敵軍背後襲擊，宋軍潰敗，宋金剛輕騎逃走。尉遲恭、尋相等人降唐。在太原的劉武周聽聞宋金剛戰敗，棄城逃往突厥，宋金剛也率百多騎逃入突厥，李世民成功收復并州。

## 後續
宋金剛逃返上谷（今河北省），被突厥人捉獲，遭腰斬。劉武周當初不聽內史令苑君璋勸諫而招致失敗，泣淚對君璋說：「不用君言，以至於此。」不久後，劉武周也被突厥人殺害。